# Mat de Dilaram
Pour les articles homonymes, voir Triangulation.
Le mat de Dilaram est un célèbre problème d'échecs datant de l'ère arabe du jeu. Il tire son nom de celui d'une jeune esclave, Dilaram, qui était l'enjeu d'une partie fictive, qui aide son maître à remporter la victoire.

## Origine du nom
Les premiers problèmes d'échecs arabes étaient présentés sous la forme d'histoire, qui incluaient la façon de résoudre le problème. L'histoire du mat de Dilaram ne déroge pas à la règle. Elle porte sur une partie à enjeu : le maître de Dilaram pariant son esclave, son adversaire un lingot d'or. La partie tourne mal pour le seigneur (qui joue les Blancs), sous pression et exposé à un mat en un coup. C'est alors que son esclave, qui suivait la partie et ne voulait pas changer de maître, lui dit « Oh ! mon seigneur, que la joie rentre dans votre âme, sacrifiez vos deux rocs (tours) plutôt que moi, avancez hardiment votre al-fil (fou), poussez votre pion et votre cavalier donnera le mat ! »
Même s'il ne comprend pas tout de suite où veut elle veut en venir, il suit ses conseils, mate en six coups, et peut garder son esclave.

## Solution du problème
Le problème date d'une époque où les règles du jeu étaient différentes des actuelles : l'Alfil, ancêtre du Fou, se déplaçait de deux cases en diagonale, et pouvait « sauter » par-dessus une autre pièce.
| a5 | b5 | c5 | d5 | e5 |
| a4 | b4 | c4 | d4 | e4 |
| a3 | b3 | c3 | d3 | e3 |
| a2 | b2 | c2 | d2 | e2 |
| a1 | b1 | c1 | d1 | e1 |

|   | a | b | c | d | e | f | g | h |   |
| 8 | Tour noire sur case noire b8 · Roi noir sur case blanche g8 · cercle noir sur case noire h8 · Pion blanc sur case noire f6 · Pion blanc sur case blanche g6 · Roi blanc sur case noire a5 · Cavalier noir sur case noire c5 · cercle blanc sur case blanche f5 · Cavalier blanc sur case blanche g4 · Tour blanche sur case noire h4 · Fou blanc sur case blanche h3 · Tour noire sur case noire b2 · Tour blanche sur case blanche h1 | Tour noire sur case noire b8 · Roi noir sur case blanche g8 · cercle noir sur case noire h8 · Pion blanc sur case noire f6 · Pion blanc sur case blanche g6 · Roi blanc sur case noire a5 · Cavalier noir sur case noire c5 · cercle blanc sur case blanche f5 · Cavalier blanc sur case blanche g4 · Tour blanche sur case noire h4 · Fou blanc sur case blanche h3 · Tour noire sur case noire b2 · Tour blanche sur case blanche h1 | Tour noire sur case noire b8 · Roi noir sur case blanche g8 · cercle noir sur case noire h8 · Pion blanc sur case noire f6 · Pion blanc sur case blanche g6 · Roi blanc sur case noire a5 · Cavalier noir sur case noire c5 · cercle blanc sur case blanche f5 · Cavalier blanc sur case blanche g4 · Tour blanche sur case noire h4 · Fou blanc sur case blanche h3 · Tour noire sur case noire b2 · Tour blanche sur case blanche h1 | Tour noire sur case noire b8 · Roi noir sur case blanche g8 · cercle noir sur case noire h8 · Pion blanc sur case noire f6 · Pion blanc sur case blanche g6 · Roi blanc sur case noire a5 · Cavalier noir sur case noire c5 · cercle blanc sur case blanche f5 · Cavalier blanc sur case blanche g4 · Tour blanche sur case noire h4 · Fou blanc sur case blanche h3 · Tour noire sur case noire b2 · Tour blanche sur case blanche h1 | Tour noire sur case noire b8 · Roi noir sur case blanche g8 · cercle noir sur case noire h8 · Pion blanc sur case noire f6 · Pion blanc sur case blanche g6 · Roi blanc sur case noire a5 · Cavalier noir sur case noire c5 · cercle blanc sur case blanche f5 · Cavalier blanc sur case blanche g4 · Tour blanche sur case noire h4 · Fou blanc sur case blanche h3 · Tour noire sur case noire b2 · Tour blanche sur case blanche h1 | Tour noire sur case noire b8 · Roi noir sur case blanche g8 · cercle noir sur case noire h8 · Pion blanc sur case noire f6 · Pion blanc sur case blanche g6 · Roi blanc sur case noire a5 · Cavalier noir sur case noire c5 · cercle blanc sur case blanche f5 · Cavalier blanc sur case blanche g4 · Tour blanche sur case noire h4 · Fou blanc sur case blanche h3 · Tour noire sur case noire b2 · Tour blanche sur case blanche h1 | Tour noire sur case noire b8 · Roi noir sur case blanche g8 · cercle noir sur case noire h8 · Pion blanc sur case noire f6 · Pion blanc sur case blanche g6 · Roi blanc sur case noire a5 · Cavalier noir sur case noire c5 · cercle blanc sur case blanche f5 · Cavalier blanc sur case blanche g4 · Tour blanche sur case noire h4 · Fou blanc sur case blanche h3 · Tour noire sur case noire b2 · Tour blanche sur case blanche h1 | Tour noire sur case noire b8 · Roi noir sur case blanche g8 · cercle noir sur case noire h8 · Pion blanc sur case noire f6 · Pion blanc sur case blanche g6 · Roi blanc sur case noire a5 · Cavalier noir sur case noire c5 · cercle blanc sur case blanche f5 · Cavalier blanc sur case blanche g4 · Tour blanche sur case noire h4 · Fou blanc sur case blanche h3 · Tour noire sur case noire b2 · Tour blanche sur case blanche h1 | 8 |
| 7 | Tour noire sur case noire b8 · Roi noir sur case blanche g8 · cercle noir sur case noire h8 · Pion blanc sur case noire f6 · Pion blanc sur case blanche g6 · Roi blanc sur case noire a5 · Cavalier noir sur case noire c5 · cercle blanc sur case blanche f5 · Cavalier blanc sur case blanche g4 · Tour blanche sur case noire h4 · Fou blanc sur case blanche h3 · Tour noire sur case noire b2 · Tour blanche sur case blanche h1 | Tour noire sur case noire b8 · Roi noir sur case blanche g8 · cercle noir sur case noire h8 · Pion blanc sur case noire f6 · Pion blanc sur case blanche g6 · Roi blanc sur case noire a5 · Cavalier noir sur case noire c5 · cercle blanc sur case blanche f5 · Cavalier blanc sur case blanche g4 · Tour blanche sur case noire h4 · Fou blanc sur case blanche h3 · Tour noire sur case noire b2 · Tour blanche sur case blanche h1 | Tour noire sur case noire b8 · Roi noir sur case blanche g8 · cercle noir sur case noire h8 · Pion blanc sur case noire f6 · Pion blanc sur case blanche g6 · Roi blanc sur case noire a5 · Cavalier noir sur case noire c5 · cercle blanc sur case blanche f5 · Cavalier blanc sur case blanche g4 · Tour blanche sur case noire h4 · Fou blanc sur case blanche h3 · Tour noire sur case noire b2 · Tour blanche sur case blanche h1 | Tour noire sur case noire b8 · Roi noir sur case blanche g8 · cercle noir sur case noire h8 · Pion blanc sur case noire f6 · Pion blanc sur case blanche g6 · Roi blanc sur case noire a5 · Cavalier noir sur case noire c5 · cercle blanc sur case blanche f5 · Cavalier blanc sur case blanche g4 · Tour blanche sur case noire h4 · Fou blanc sur case blanche h3 · Tour noire sur case noire b2 · Tour blanche sur case blanche h1 | Tour noire sur case noire b8 · Roi noir sur case blanche g8 · cercle noir sur case noire h8 · Pion blanc sur case noire f6 · Pion blanc sur case blanche g6 · Roi blanc sur case noire a5 · Cavalier noir sur case noire c5 · cercle blanc sur case blanche f5 · Cavalier blanc sur case blanche g4 · Tour blanche sur case noire h4 · Fou blanc sur case blanche h3 · Tour noire sur case noire b2 · Tour blanche sur case blanche h1 | Tour noire sur case noire b8 · Roi noir sur case blanche g8 · cercle noir sur case noire h8 · Pion blanc sur case noire f6 · Pion blanc sur case blanche g6 · Roi blanc sur case noire a5 · Cavalier noir sur case noire c5 · cercle blanc sur case blanche f5 · Cavalier blanc sur case blanche g4 · Tour blanche sur case noire h4 · Fou blanc sur case blanche h3 · Tour noire sur case noire b2 · Tour blanche sur case blanche h1 | Tour noire sur case noire b8 · Roi noir sur case blanche g8 · cercle noir sur case noire h8 · Pion blanc sur case noire f6 · Pion blanc sur case blanche g6 · Roi blanc sur case noire a5 · Cavalier noir sur case noire c5 · cercle blanc sur case blanche f5 · Cavalier blanc sur case blanche g4 · Tour blanche sur case noire h4 · Fou blanc sur case blanche h3 · Tour noire sur case noire b2 · Tour blanche sur case blanche h1 | Tour noire sur case noire b8 · Roi noir sur case blanche g8 · cercle noir sur case noire h8 · Pion blanc sur case noire f6 · Pion blanc sur case blanche g6 · Roi blanc sur case noire a5 · Cavalier noir sur case noire c5 · cercle blanc sur case blanche f5 · Cavalier blanc sur case blanche g4 · Tour blanche sur case noire h4 · Fou blanc sur case blanche h3 · Tour noire sur case noire b2 · Tour blanche sur case blanche h1 | 7 |
| 6 | Tour noire sur case noire b8 · Roi noir sur case blanche g8 · cercle noir sur case noire h8 · Pion blanc sur case noire f6 · Pion blanc sur case blanche g6 · Roi blanc sur case noire a5 · Cavalier noir sur case noire c5 · cercle blanc sur case blanche f5 · Cavalier blanc sur case blanche g4 · Tour blanche sur case noire h4 · Fou blanc sur case blanche h3 · Tour noire sur case noire b2 · Tour blanche sur case blanche h1 | Tour noire sur case noire b8 · Roi noir sur case blanche g8 · cercle noir sur case noire h8 · Pion blanc sur case noire f6 · Pion blanc sur case blanche g6 · Roi blanc sur case noire a5 · Cavalier noir sur case noire c5 · cercle blanc sur case blanche f5 · Cavalier blanc sur case blanche g4 · Tour blanche sur case noire h4 · Fou blanc sur case blanche h3 · Tour noire sur case noire b2 · Tour blanche sur case blanche h1 | Tour noire sur case noire b8 · Roi noir sur case blanche g8 · cercle noir sur case noire h8 · Pion blanc sur case noire f6 · Pion blanc sur case blanche g6 · Roi blanc sur case noire a5 · Cavalier noir sur case noire c5 · cercle blanc sur case blanche f5 · Cavalier blanc sur case blanche g4 · Tour blanche sur case noire h4 · Fou blanc sur case blanche h3 · Tour noire sur case noire b2 · Tour blanche sur case blanche h1 | Tour noire sur case noire b8 · Roi noir sur case blanche g8 · cercle noir sur case noire h8 · Pion blanc sur case noire f6 · Pion blanc sur case blanche g6 · Roi blanc sur case noire a5 · Cavalier noir sur case noire c5 · cercle blanc sur case blanche f5 · Cavalier blanc sur case blanche g4 · Tour blanche sur case noire h4 · Fou blanc sur case blanche h3 · Tour noire sur case noire b2 · Tour blanche sur case blanche h1 | Tour noire sur case noire b8 · Roi noir sur case blanche g8 · cercle noir sur case noire h8 · Pion blanc sur case noire f6 · Pion blanc sur case blanche g6 · Roi blanc sur case noire a5 · Cavalier noir sur case noire c5 · cercle blanc sur case blanche f5 · Cavalier blanc sur case blanche g4 · Tour blanche sur case noire h4 · Fou blanc sur case blanche h3 · Tour noire sur case noire b2 · Tour blanche sur case blanche h1 | Tour noire sur case noire b8 · Roi noir sur case blanche g8 · cercle noir sur case noire h8 · Pion blanc sur case noire f6 · Pion blanc sur case blanche g6 · Roi blanc sur case noire a5 · Cavalier noir sur case noire c5 · cercle blanc sur case blanche f5 · Cavalier blanc sur case blanche g4 · Tour blanche sur case noire h4 · Fou blanc sur case blanche h3 · Tour noire sur case noire b2 · Tour blanche sur case blanche h1 | Tour noire sur case noire b8 · Roi noir sur case blanche g8 · cercle noir sur case noire h8 · Pion blanc sur case noire f6 · Pion blanc sur case blanche g6 · Roi blanc sur case noire a5 · Cavalier noir sur case noire c5 · cercle blanc sur case blanche f5 · Cavalier blanc sur case blanche g4 · Tour blanche sur case noire h4 · Fou blanc sur case blanche h3 · Tour noire sur case noire b2 · Tour blanche sur case blanche h1 | Tour noire sur case noire b8 · Roi noir sur case blanche g8 · cercle noir sur case noire h8 · Pion blanc sur case noire f6 · Pion blanc sur case blanche g6 · Roi blanc sur case noire a5 · Cavalier noir sur case noire c5 · cercle blanc sur case blanche f5 · Cavalier blanc sur case blanche g4 · Tour blanche sur case noire h4 · Fou blanc sur case blanche h3 · Tour noire sur case noire b2 · Tour blanche sur case blanche h1 | 6 |
| 5 | Tour noire sur case noire b8 · Roi noir sur case blanche g8 · cercle noir sur case noire h8 · Pion blanc sur case noire f6 · Pion blanc sur case blanche g6 · Roi blanc sur case noire a5 · Cavalier noir sur case noire c5 · cercle blanc sur case blanche f5 · Cavalier blanc sur case blanche g4 · Tour blanche sur case noire h4 · Fou blanc sur case blanche h3 · Tour noire sur case noire b2 · Tour blanche sur case blanche h1 | Tour noire sur case noire b8 · Roi noir sur case blanche g8 · cercle noir sur case noire h8 · Pion blanc sur case noire f6 · Pion blanc sur case blanche g6 · Roi blanc sur case noire a5 · Cavalier noir sur case noire c5 · cercle blanc sur case blanche f5 · Cavalier blanc sur case blanche g4 · Tour blanche sur case noire h4 · Fou blanc sur case blanche h3 · Tour noire sur case noire b2 · Tour blanche sur case blanche h1 | Tour noire sur case noire b8 · Roi noir sur case blanche g8 · cercle noir sur case noire h8 · Pion blanc sur case noire f6 · Pion blanc sur case blanche g6 · Roi blanc sur case noire a5 · Cavalier noir sur case noire c5 · cercle blanc sur case blanche f5 · Cavalier blanc sur case blanche g4 · Tour blanche sur case noire h4 · Fou blanc sur case blanche h3 · Tour noire sur case noire b2 · Tour blanche sur case blanche h1 | Tour noire sur case noire b8 · Roi noir sur case blanche g8 · cercle noir sur case noire h8 · Pion blanc sur case noire f6 · Pion blanc sur case blanche g6 · Roi blanc sur case noire a5 · Cavalier noir sur case noire c5 · cercle blanc sur case blanche f5 · Cavalier blanc sur case blanche g4 · Tour blanche sur case noire h4 · Fou blanc sur case blanche h3 · Tour noire sur case noire b2 · Tour blanche sur case blanche h1 | Tour noire sur case noire b8 · Roi noir sur case blanche g8 · cercle noir sur case noire h8 · Pion blanc sur case noire f6 · Pion blanc sur case blanche g6 · Roi blanc sur case noire a5 · Cavalier noir sur case noire c5 · cercle blanc sur case blanche f5 · Cavalier blanc sur case blanche g4 · Tour blanche sur case noire h4 · Fou blanc sur case blanche h3 · Tour noire sur case noire b2 · Tour blanche sur case blanche h1 | Tour noire sur case noire b8 · Roi noir sur case blanche g8 · cercle noir sur case noire h8 · Pion blanc sur case noire f6 · Pion blanc sur case blanche g6 · Roi blanc sur case noire a5 · Cavalier noir sur case noire c5 · cercle blanc sur case blanche f5 · Cavalier blanc sur case blanche g4 · Tour blanche sur case noire h4 · Fou blanc sur case blanche h3 · Tour noire sur case noire b2 · Tour blanche sur case blanche h1 | Tour noire sur case noire b8 · Roi noir sur case blanche g8 · cercle noir sur case noire h8 · Pion blanc sur case noire f6 · Pion blanc sur case blanche g6 · Roi blanc sur case noire a5 · Cavalier noir sur case noire c5 · cercle blanc sur case blanche f5 · Cavalier blanc sur case blanche g4 · Tour blanche sur case noire h4 · Fou blanc sur case blanche h3 · Tour noire sur case noire b2 · Tour blanche sur case blanche h1 | Tour noire sur case noire b8 · Roi noir sur case blanche g8 · cercle noir sur case noire h8 · Pion blanc sur case noire f6 · Pion blanc sur case blanche g6 · Roi blanc sur case noire a5 · Cavalier noir sur case noire c5 · cercle blanc sur case blanche f5 · Cavalier blanc sur case blanche g4 · Tour blanche sur case noire h4 · Fou blanc sur case blanche h3 · Tour noire sur case noire b2 · Tour blanche sur case blanche h1 | 5 |
| 4 | Tour noire sur case noire b8 · Roi noir sur case blanche g8 · cercle noir sur case noire h8 · Pion blanc sur case noire f6 · Pion blanc sur case blanche g6 · Roi blanc sur case noire a5 · Cavalier noir sur case noire c5 · cercle blanc sur case blanche f5 · Cavalier blanc sur case blanche g4 · Tour blanche sur case noire h4 · Fou blanc sur case blanche h3 · Tour noire sur case noire b2 · Tour blanche sur case blanche h1 | Tour noire sur case noire b8 · Roi noir sur case blanche g8 · cercle noir sur case noire h8 · Pion blanc sur case noire f6 · Pion blanc sur case blanche g6 · Roi blanc sur case noire a5 · Cavalier noir sur case noire c5 · cercle blanc sur case blanche f5 · Cavalier blanc sur case blanche g4 · Tour blanche sur case noire h4 · Fou blanc sur case blanche h3 · Tour noire sur case noire b2 · Tour blanche sur case blanche h1 | Tour noire sur case noire b8 · Roi noir sur case blanche g8 · cercle noir sur case noire h8 · Pion blanc sur case noire f6 · Pion blanc sur case blanche g6 · Roi blanc sur case noire a5 · Cavalier noir sur case noire c5 · cercle blanc sur case blanche f5 · Cavalier blanc sur case blanche g4 · Tour blanche sur case noire h4 · Fou blanc sur case blanche h3 · Tour noire sur case noire b2 · Tour blanche sur case blanche h1 | Tour noire sur case noire b8 · Roi noir sur case blanche g8 · cercle noir sur case noire h8 · Pion blanc sur case noire f6 · Pion blanc sur case blanche g6 · Roi blanc sur case noire a5 · Cavalier noir sur case noire c5 · cercle blanc sur case blanche f5 · Cavalier blanc sur case blanche g4 · Tour blanche sur case noire h4 · Fou blanc sur case blanche h3 · Tour noire sur case noire b2 · Tour blanche sur case blanche h1 | Tour noire sur case noire b8 · Roi noir sur case blanche g8 · cercle noir sur case noire h8 · Pion blanc sur case noire f6 · Pion blanc sur case blanche g6 · Roi blanc sur case noire a5 · Cavalier noir sur case noire c5 · cercle blanc sur case blanche f5 · Cavalier blanc sur case blanche g4 · Tour blanche sur case noire h4 · Fou blanc sur case blanche h3 · Tour noire sur case noire b2 · Tour blanche sur case blanche h1 | Tour noire sur case noire b8 · Roi noir sur case blanche g8 · cercle noir sur case noire h8 · Pion blanc sur case noire f6 · Pion blanc sur case blanche g6 · Roi blanc sur case noire a5 · Cavalier noir sur case noire c5 · cercle blanc sur case blanche f5 · Cavalier blanc sur case blanche g4 · Tour blanche sur case noire h4 · Fou blanc sur case blanche h3 · Tour noire sur case noire b2 · Tour blanche sur case blanche h1 | Tour noire sur case noire b8 · Roi noir sur case blanche g8 · cercle noir sur case noire h8 · Pion blanc sur case noire f6 · Pion blanc sur case blanche g6 · Roi blanc sur case noire a5 · Cavalier noir sur case noire c5 · cercle blanc sur case blanche f5 · Cavalier blanc sur case blanche g4 · Tour blanche sur case noire h4 · Fou blanc sur case blanche h3 · Tour noire sur case noire b2 · Tour blanche sur case blanche h1 | Tour noire sur case noire b8 · Roi noir sur case blanche g8 · cercle noir sur case noire h8 · Pion blanc sur case noire f6 · Pion blanc sur case blanche g6 · Roi blanc sur case noire a5 · Cavalier noir sur case noire c5 · cercle blanc sur case blanche f5 · Cavalier blanc sur case blanche g4 · Tour blanche sur case noire h4 · Fou blanc sur case blanche h3 · Tour noire sur case noire b2 · Tour blanche sur case blanche h1 | 4 |
| 3 | Tour noire sur case noire b8 · Roi noir sur case blanche g8 · cercle noir sur case noire h8 · Pion blanc sur case noire f6 · Pion blanc sur case blanche g6 · Roi blanc sur case noire a5 · Cavalier noir sur case noire c5 · cercle blanc sur case blanche f5 · Cavalier blanc sur case blanche g4 · Tour blanche sur case noire h4 · Fou blanc sur case blanche h3 · Tour noire sur case noire b2 · Tour blanche sur case blanche h1 | Tour noire sur case noire b8 · Roi noir sur case blanche g8 · cercle noir sur case noire h8 · Pion blanc sur case noire f6 · Pion blanc sur case blanche g6 · Roi blanc sur case noire a5 · Cavalier noir sur case noire c5 · cercle blanc sur case blanche f5 · Cavalier blanc sur case blanche g4 · Tour blanche sur case noire h4 · Fou blanc sur case blanche h3 · Tour noire sur case noire b2 · Tour blanche sur case blanche h1 | Tour noire sur case noire b8 · Roi noir sur case blanche g8 · cercle noir sur case noire h8 · Pion blanc sur case noire f6 · Pion blanc sur case blanche g6 · Roi blanc sur case noire a5 · Cavalier noir sur case noire c5 · cercle blanc sur case blanche f5 · Cavalier blanc sur case blanche g4 · Tour blanche sur case noire h4 · Fou blanc sur case blanche h3 · Tour noire sur case noire b2 · Tour blanche sur case blanche h1 | Tour noire sur case noire b8 · Roi noir sur case blanche g8 · cercle noir sur case noire h8 · Pion blanc sur case noire f6 · Pion blanc sur case blanche g6 · Roi blanc sur case noire a5 · Cavalier noir sur case noire c5 · cercle blanc sur case blanche f5 · Cavalier blanc sur case blanche g4 · Tour blanche sur case noire h4 · Fou blanc sur case blanche h3 · Tour noire sur case noire b2 · Tour blanche sur case blanche h1 | Tour noire sur case noire b8 · Roi noir sur case blanche g8 · cercle noir sur case noire h8 · Pion blanc sur case noire f6 · Pion blanc sur case blanche g6 · Roi blanc sur case noire a5 · Cavalier noir sur case noire c5 · cercle blanc sur case blanche f5 · Cavalier blanc sur case blanche g4 · Tour blanche sur case noire h4 · Fou blanc sur case blanche h3 · Tour noire sur case noire b2 · Tour blanche sur case blanche h1 | Tour noire sur case noire b8 · Roi noir sur case blanche g8 · cercle noir sur case noire h8 · Pion blanc sur case noire f6 · Pion blanc sur case blanche g6 · Roi blanc sur case noire a5 · Cavalier noir sur case noire c5 · cercle blanc sur case blanche f5 · Cavalier blanc sur case blanche g4 · Tour blanche sur case noire h4 · Fou blanc sur case blanche h3 · Tour noire sur case noire b2 · Tour blanche sur case blanche h1 | Tour noire sur case noire b8 · Roi noir sur case blanche g8 · cercle noir sur case noire h8 · Pion blanc sur case noire f6 · Pion blanc sur case blanche g6 · Roi blanc sur case noire a5 · Cavalier noir sur case noire c5 · cercle blanc sur case blanche f5 · Cavalier blanc sur case blanche g4 · Tour blanche sur case noire h4 · Fou blanc sur case blanche h3 · Tour noire sur case noire b2 · Tour blanche sur case blanche h1 | Tour noire sur case noire b8 · Roi noir sur case blanche g8 · cercle noir sur case noire h8 · Pion blanc sur case noire f6 · Pion blanc sur case blanche g6 · Roi blanc sur case noire a5 · Cavalier noir sur case noire c5 · cercle blanc sur case blanche f5 · Cavalier blanc sur case blanche g4 · Tour blanche sur case noire h4 · Fou blanc sur case blanche h3 · Tour noire sur case noire b2 · Tour blanche sur case blanche h1 | 3 |
| 2 | Tour noire sur case noire b8 · Roi noir sur case blanche g8 · cercle noir sur case noire h8 · Pion blanc sur case noire f6 · Pion blanc sur case blanche g6 · Roi blanc sur case noire a5 · Cavalier noir sur case noire c5 · cercle blanc sur case blanche f5 · Cavalier blanc sur case blanche g4 · Tour blanche sur case noire h4 · Fou blanc sur case blanche h3 · Tour noire sur case noire b2 · Tour blanche sur case blanche h1 | Tour noire sur case noire b8 · Roi noir sur case blanche g8 · cercle noir sur case noire h8 · Pion blanc sur case noire f6 · Pion blanc sur case blanche g6 · Roi blanc sur case noire a5 · Cavalier noir sur case noire c5 · cercle blanc sur case blanche f5 · Cavalier blanc sur case blanche g4 · Tour blanche sur case noire h4 · Fou blanc sur case blanche h3 · Tour noire sur case noire b2 · Tour blanche sur case blanche h1 | Tour noire sur case noire b8 · Roi noir sur case blanche g8 · cercle noir sur case noire h8 · Pion blanc sur case noire f6 · Pion blanc sur case blanche g6 · Roi blanc sur case noire a5 · Cavalier noir sur case noire c5 · cercle blanc sur case blanche f5 · Cavalier blanc sur case blanche g4 · Tour blanche sur case noire h4 · Fou blanc sur case blanche h3 · Tour noire sur case noire b2 · Tour blanche sur case blanche h1 | Tour noire sur case noire b8 · Roi noir sur case blanche g8 · cercle noir sur case noire h8 · Pion blanc sur case noire f6 · Pion blanc sur case blanche g6 · Roi blanc sur case noire a5 · Cavalier noir sur case noire c5 · cercle blanc sur case blanche f5 · Cavalier blanc sur case blanche g4 · Tour blanche sur case noire h4 · Fou blanc sur case blanche h3 · Tour noire sur case noire b2 · Tour blanche sur case blanche h1 | Tour noire sur case noire b8 · Roi noir sur case blanche g8 · cercle noir sur case noire h8 · Pion blanc sur case noire f6 · Pion blanc sur case blanche g6 · Roi blanc sur case noire a5 · Cavalier noir sur case noire c5 · cercle blanc sur case blanche f5 · Cavalier blanc sur case blanche g4 · Tour blanche sur case noire h4 · Fou blanc sur case blanche h3 · Tour noire sur case noire b2 · Tour blanche sur case blanche h1 | Tour noire sur case noire b8 · Roi noir sur case blanche g8 · cercle noir sur case noire h8 · Pion blanc sur case noire f6 · Pion blanc sur case blanche g6 · Roi blanc sur case noire a5 · Cavalier noir sur case noire c5 · cercle blanc sur case blanche f5 · Cavalier blanc sur case blanche g4 · Tour blanche sur case noire h4 · Fou blanc sur case blanche h3 · Tour noire sur case noire b2 · Tour blanche sur case blanche h1 | Tour noire sur case noire b8 · Roi noir sur case blanche g8 · cercle noir sur case noire h8 · Pion blanc sur case noire f6 · Pion blanc sur case blanche g6 · Roi blanc sur case noire a5 · Cavalier noir sur case noire c5 · cercle blanc sur case blanche f5 · Cavalier blanc sur case blanche g4 · Tour blanche sur case noire h4 · Fou blanc sur case blanche h3 · Tour noire sur case noire b2 · Tour blanche sur case blanche h1 | Tour noire sur case noire b8 · Roi noir sur case blanche g8 · cercle noir sur case noire h8 · Pion blanc sur case noire f6 · Pion blanc sur case blanche g6 · Roi blanc sur case noire a5 · Cavalier noir sur case noire c5 · cercle blanc sur case blanche f5 · Cavalier blanc sur case blanche g4 · Tour blanche sur case noire h4 · Fou blanc sur case blanche h3 · Tour noire sur case noire b2 · Tour blanche sur case blanche h1 | 2 |
| 1 | Tour noire sur case noire b8 · Roi noir sur case blanche g8 · cercle noir sur case noire h8 · Pion blanc sur case noire f6 · Pion blanc sur case blanche g6 · Roi blanc sur case noire a5 · Cavalier noir sur case noire c5 · cercle blanc sur case blanche f5 · Cavalier blanc sur case blanche g4 · Tour blanche sur case noire h4 · Fou blanc sur case blanche h3 · Tour noire sur case noire b2 · Tour blanche sur case blanche h1 | Tour noire sur case noire b8 · Roi noir sur case blanche g8 · cercle noir sur case noire h8 · Pion blanc sur case noire f6 · Pion blanc sur case blanche g6 · Roi blanc sur case noire a5 · Cavalier noir sur case noire c5 · cercle blanc sur case blanche f5 · Cavalier blanc sur case blanche g4 · Tour blanche sur case noire h4 · Fou blanc sur case blanche h3 · Tour noire sur case noire b2 · Tour blanche sur case blanche h1 | Tour noire sur case noire b8 · Roi noir sur case blanche g8 · cercle noir sur case noire h8 · Pion blanc sur case noire f6 · Pion blanc sur case blanche g6 · Roi blanc sur case noire a5 · Cavalier noir sur case noire c5 · cercle blanc sur case blanche f5 · Cavalier blanc sur case blanche g4 · Tour blanche sur case noire h4 · Fou blanc sur case blanche h3 · Tour noire sur case noire b2 · Tour blanche sur case blanche h1 | Tour noire sur case noire b8 · Roi noir sur case blanche g8 · cercle noir sur case noire h8 · Pion blanc sur case noire f6 · Pion blanc sur case blanche g6 · Roi blanc sur case noire a5 · Cavalier noir sur case noire c5 · cercle blanc sur case blanche f5 · Cavalier blanc sur case blanche g4 · Tour blanche sur case noire h4 · Fou blanc sur case blanche h3 · Tour noire sur case noire b2 · Tour blanche sur case blanche h1 | Tour noire sur case noire b8 · Roi noir sur case blanche g8 · cercle noir sur case noire h8 · Pion blanc sur case noire f6 · Pion blanc sur case blanche g6 · Roi blanc sur case noire a5 · Cavalier noir sur case noire c5 · cercle blanc sur case blanche f5 · Cavalier blanc sur case blanche g4 · Tour blanche sur case noire h4 · Fou blanc sur case blanche h3 · Tour noire sur case noire b2 · Tour blanche sur case blanche h1 | Tour noire sur case noire b8 · Roi noir sur case blanche g8 · cercle noir sur case noire h8 · Pion blanc sur case noire f6 · Pion blanc sur case blanche g6 · Roi blanc sur case noire a5 · Cavalier noir sur case noire c5 · cercle blanc sur case blanche f5 · Cavalier blanc sur case blanche g4 · Tour blanche sur case noire h4 · Fou blanc sur case blanche h3 · Tour noire sur case noire b2 · Tour blanche sur case blanche h1 | Tour noire sur case noire b8 · Roi noir sur case blanche g8 · cercle noir sur case noire h8 · Pion blanc sur case noire f6 · Pion blanc sur case blanche g6 · Roi blanc sur case noire a5 · Cavalier noir sur case noire c5 · cercle blanc sur case blanche f5 · Cavalier blanc sur case blanche g4 · Tour blanche sur case noire h4 · Fou blanc sur case blanche h3 · Tour noire sur case noire b2 · Tour blanche sur case blanche h1 | Tour noire sur case noire b8 · Roi noir sur case blanche g8 · cercle noir sur case noire h8 · Pion blanc sur case noire f6 · Pion blanc sur case blanche g6 · Roi blanc sur case noire a5 · Cavalier noir sur case noire c5 · cercle blanc sur case blanche f5 · Cavalier blanc sur case blanche g4 · Tour blanche sur case noire h4 · Fou blanc sur case blanche h3 · Tour noire sur case noire b2 · Tour blanche sur case blanche h1 | 1 |
|   | a | b | c | d | e | f | g | h |   |

La solution du problème est :
1. Th8+  Rxh8
2. Alfil f5+  Th2
3. Txh2+ Rg8
4. Th8+  Rxh8
5. g7+   Rg8
6. Ch6#.